# Big Wedding
(Tagline del film)
Big Wedding (The Big Wedding) è un film del 2013 diretto da Justin Zackham.
La pellicola è il remake del film francese Mon Frère se Marie del 2006, diretto da Jean-Stéphane Bron.

## Trama
Don e Ellie, una coppia di vecchi divorziati, è costretta a fingere di essere ancora sposata per il matrimonio del loro figlio adottivo Alejandro a causa dell'arrivo della sua madre biologica, fortemente cattolica.

## Produzione

### Riprese
Le riprese del film si svolgono tutte nello stato americano del Connecticut, in prevalenza nelle città di Greenwich e Darien, iniziando nel mese di luglio 2011.

## Distribuzione
Il primo trailer del film esce online il 1º agosto 2012.
Il film è stato distribuito nelle sale cinematografiche statunitensi il 26 aprile 2013. In Italia è uscito il 26 giugno 2014.

## Accoglienza

### Critica
Il film ha ricevuto durante l'edizione dei Razzie Awards 2014 una nomination come Peggior attrice non protagonista per Katherine Heigl.